# Verbrennungskommando Warschau

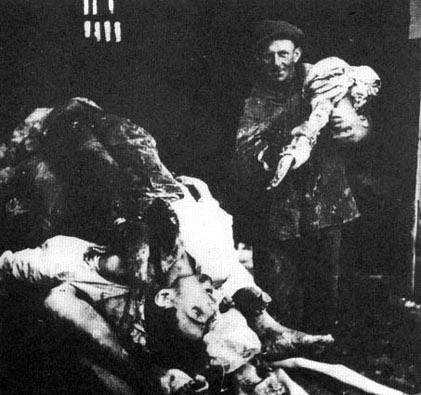
Palenie zwłok przez Verbrennungskommando. Zdjęcie odnalezione w Domu Wedla

Verbrennungskommando Warschau – specjalne komando utworzone przez SS spośród przymusowo zwerbowanych mężczyzn, cywilnych mieszkańców Warszawy, które w sierpniu i wrześniu 1944 roku pracowało przy uprzątaniu i paleniu zwłok ofiar rzezi Woli oraz innych zbrodni popełnionych przez Niemców podczas tłumienia powstania warszawskiego.
Verbrennungskommando zostało utworzone 6 lub 8 sierpnia 1944 roku. Z tłumów prowadzonych na śmierć mieszkańców dzielnicy esesmani wybrali około 100 zdolnych do pracy mężczyzn. W zamian za obietnicę ocalenia życia mieli oni odtąd pracować przy zacieraniu śladów masakry. W ciągu kilku tygodni Verbrennungskommando spaliło kilkadziesiąt tysięcy ciał. Jego więźniowie jako naoczni świadkowie zbrodni byli przeznaczeni do likwidacji po zakończeniu pracy. Tylko nieliczni zdołali uciec i przeżyć wojnę.

## Geneza

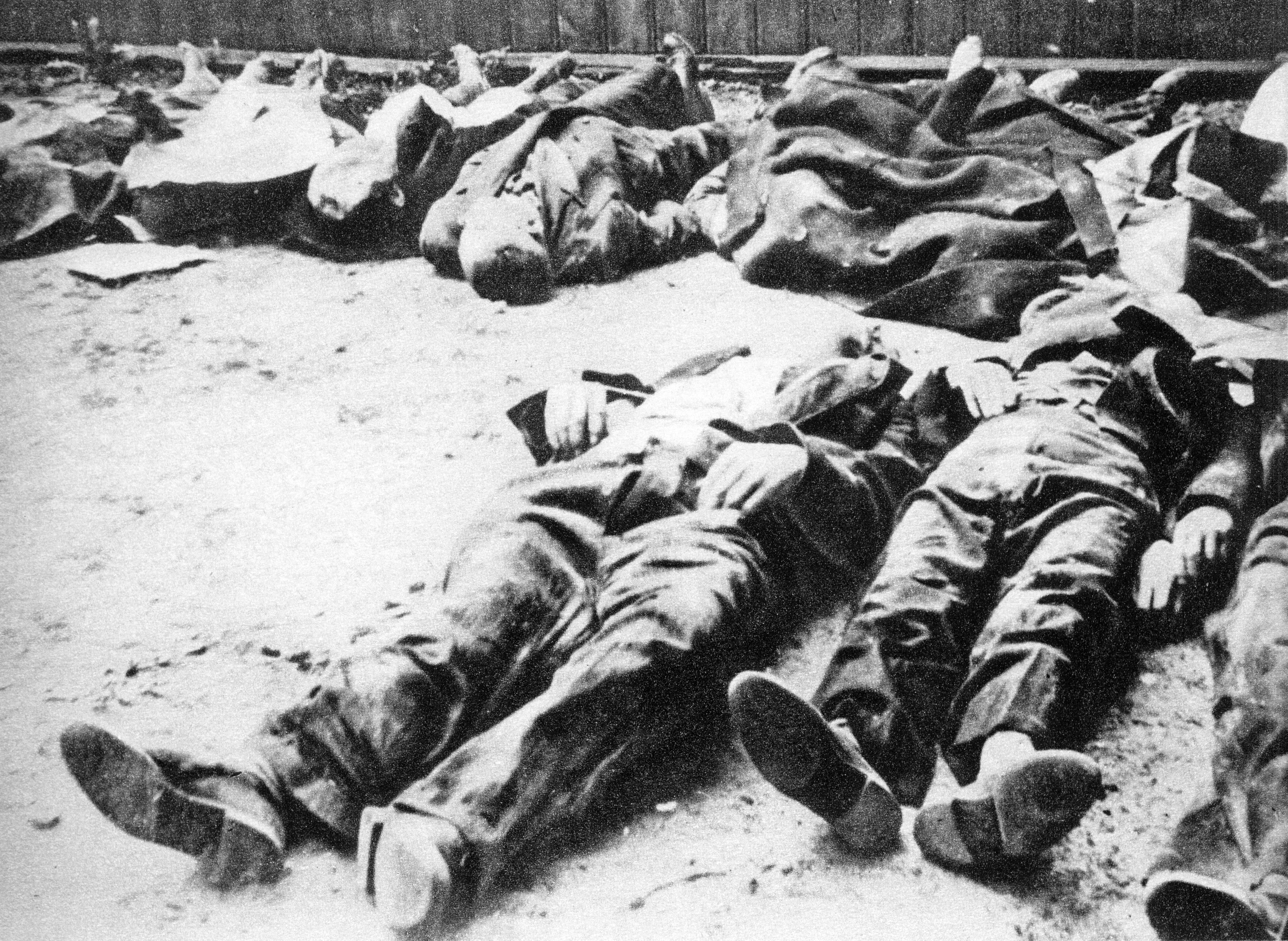
Ofiary rzezi Woli

5 sierpnia 1944 roku, w piątym dniu powstania warszawskiego, nacierające na miasto od zachodu oddziały niemieckie dokonały masakry mieszkańców dzielnicy Wola. Z rąk funkcjonariuszy SS i policji niemieckiej dowodzonych przez Heinza Reinefartha zginęło wtedy od 20 tys. do 45 tys. Polaków. W godzinach wieczornych przybyły z Sopotu SS-Obergruppenführer Erich von dem Bach-Zelewski złagodził eksterminacyjne rozkazy Adolfa Hitlera i Heinricha Himmlera, zakazując mordowania kobiet i dzieci. Utrzymał jednak w mocy rozkaz likwidacji wszystkich polskich mężczyzn oraz wziętych do niewoli powstańców. Nie wszystkie oddziały liniowe zaczęły zresztą przestrzegać od razu nowych wytycznych. W rezultacie w kolejnych dniach rzeź trwała nadal.
Wola była zasłana tysiącami zwłok, które szybko rozkładały się w letnim upale. W obawie przed wybuchem epidemii, a być może kierując się także dążeniem do zatarcia śladów masakry, Niemcy postanowili je usunąć i spalić. W charakterze przymusowej siły roboczej zatrudnili polskich mężczyzn, których wyciągnięto z kolumn wypędzanej lub prowadzonej na śmierć ludności. Specjalne komando palaczy zwłok otrzymało nazwę Verbrennungskommando.
Alexandra Richie podaje, że rozkaz o utworzeniu Verbrennungskommando wydał von dem Bach za zgodą samego Himmlera. Przy organizacji komanda i realizacji jego zadań wykorzystano doświadczenia z wcześniejszej akcji 1005. W tym celu miano zasięgnąć rady dwóch obecnych w Warszawie oficerów SS, którzy wcześniej byli zaangażowani w działania eksterminacyjne na terenie okupowanej Polski: tj. Ludwiga Hahna i Alfreda Spilkera.

## Historia Verbrennungskommando

### Organizacja

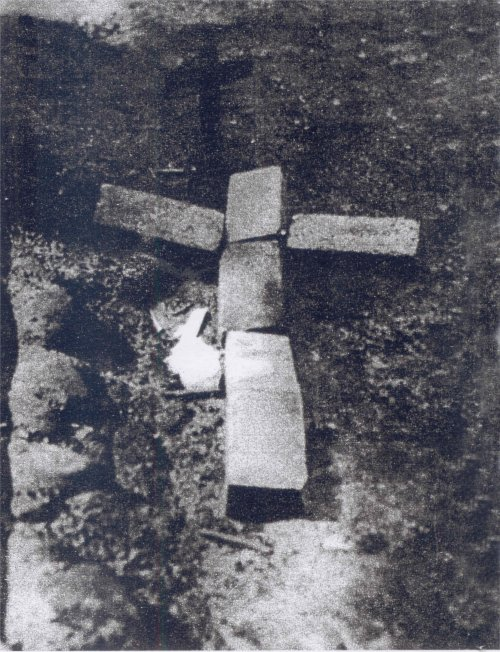
Dół z prochami zamordowanych mieszkańców Woli na terenie fabryki Kazimierza Franaszka. Zdjęcie wykonane w kwietniu 1945

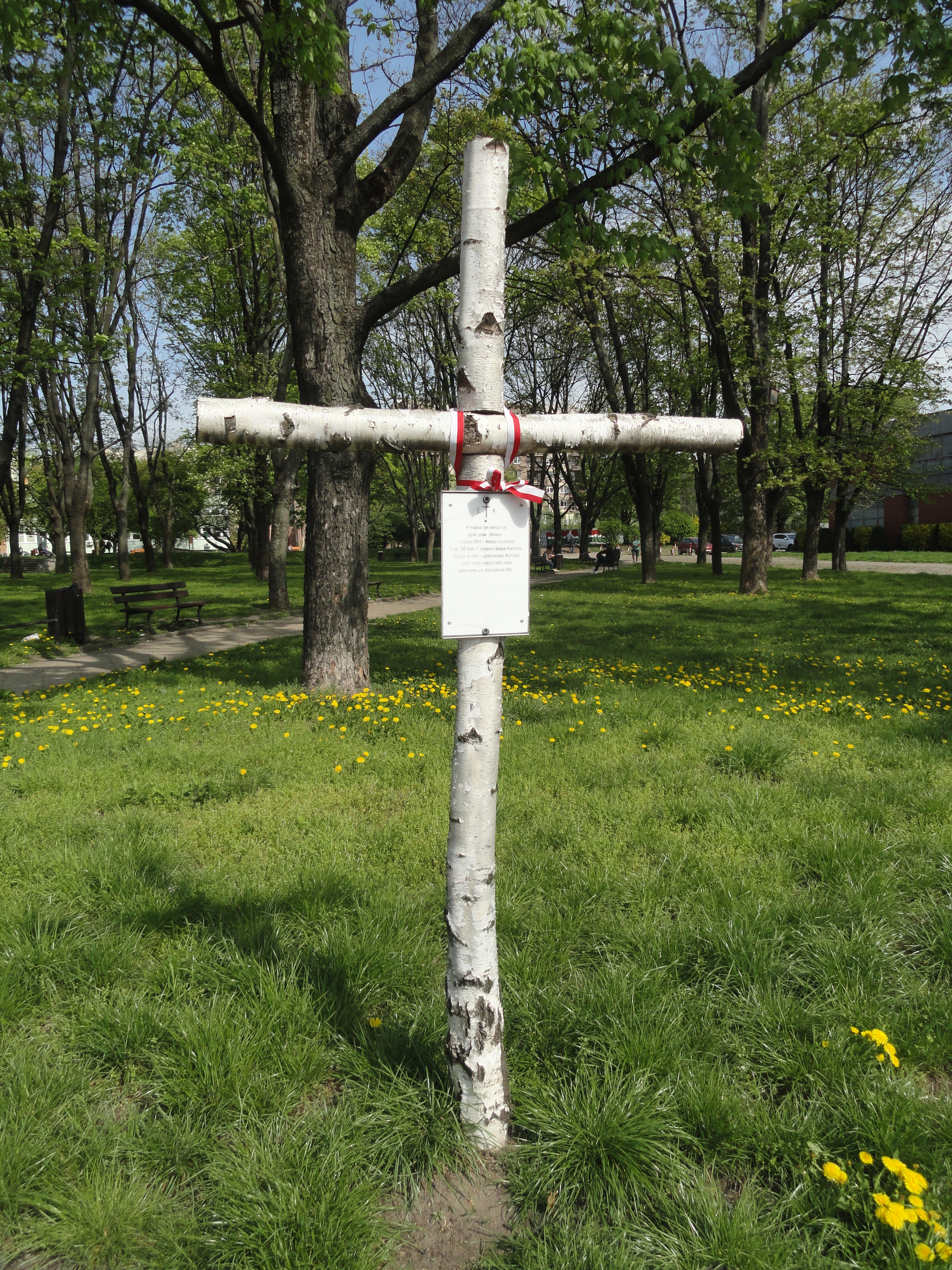
Krzyż postawiony w miejscu dawnego ogrodu zabaw „Wenecja”, gdzie Verbrennungskommando paliło zwłoki ofiar rzezi Woli i zakopywało ich prochy

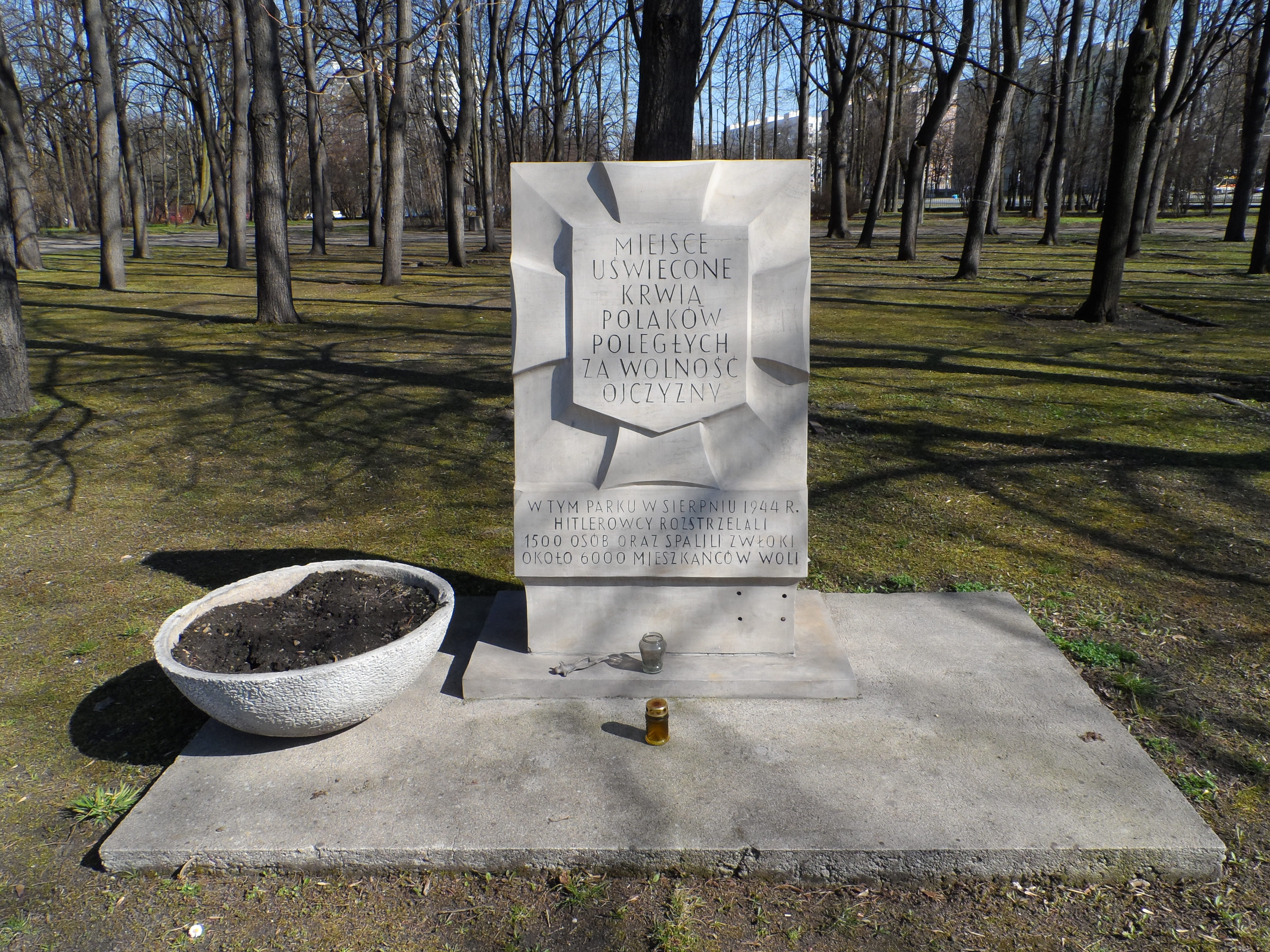
Tablica projektu Karola Tchorka w parku Sowińskiego na Woli, upamiętniająca egzekucję 1,5 tys. osób oraz spalenie 6 tys. zwłok przez Verbrennungskommando

Antoni Przygoński datuje utworzenie Verbrennungskommando na godziny popołudniowe 6 sierpnia, a Alexandra Richie – na 8 sierpnia. Ocalali więźniowie podawali w swych relacjach i zeznaniach różne daty, kiedy zostali doń wcieleni. W składzie Verbrennungskommando znalazło się około 100 polskich mężczyzn. Niemcy obiecali im ocalenie życia w zamian za pracę przy uprzątaniu i paleniu zwłok. Więźniów poinformowano również, że odtąd podlegają wyłącznie Gestapo i mają prawo odmówić wykonania rozkazu nawet niemieckiemu generałowi innego rodzaju broni.
Kwaterą komanda był budynek przy ul. Sokołowskiej (naprzeciw kościoła św. Wojciecha), w którym Niemcy uprzednio przetrzymywali sowieckich jeńców wojennych. Polskich więźniów wyznaczonych do pracy przy paleniu zwłok przetrzymywano w pomieszczeniach na trzecim piętrze, osobno od innych grup robotników przymusowych. Żywność, papierosy, zapasowa odzież oraz środki czystości, które otrzymywali, pochodziła zazwyczaj z opustoszałych domów na Woli.
Verbrennungskommando było podzielone na dwie podgrupy, każda po 50 osób, które operowały odpowiednio przy ul. Wolskiej i ul. Górczewskiej. Pododdział SS przydzielony do eskorty liczył zazwyczaj od 15 do 20 funkcjonariuszy. Franciszek Zasada i Mieczysław Miniewski zeznali, że „komisarzem” komanda był oficer SS o nazwisku Neumann. Grupą, w której pracował Tadeusz Klimaszewski, dowodzić miał natomiast SS-Obersturmführer Thieschke (jakoby prawnik i właściciel ziemski). Klimaszewski wspominał również, że w jego grupie jeden z więźniów z racji znajomości języka niemieckiego został wyznaczony do pełnienia funkcji kapo. 

### Działalność
Przez wiele dni członkowie Verbrennungskommando zbierali zwłoki z ulic, placów, parków, fabryk, szpitali i cmentarzy Woli. Następnie układali je w stosy, na przemian z warstwami drewna, oblewali benzyną i podpalali. Z zeznań Franciszka Zasady wynika, że sama tylko jego grupa, operująca w rejonie ul. Wolskiej, spaliła około 30 tys. zwłok. Popioły grzebano m.in. na terenie ogrodu zabaw „Wenecja” przy ul. Wolskiej 24 (obecnie Wola Plaza), w znajdujących się tam rowach przeciwlotniczych.

Obrzydzenie, litość, nienawiść, strach – wszystko to połączyło się w jakiś ciężki opar, który mroczył mózgi. Początkowo wyszukiwaliśmy tych najlepszych, najmniej okaleczałych, najbardziej ludzkich zwłok, ale później było już wszystko jedno. Ręce nie chronione niczym nie wybierały już „lepszych”, targały zaskorupiałe ubrania, chwytały nadpsute kończyny. Roje spłoszonych much, brzęczących gniewnie, rozeźlonych przerwaną ucztą, atakowały spocone ciała osiadając na wargach, pchając się do oczu. Udrękę powiększał jeszcze wzmagający się skwar – fragment wspomnień Tadeusza Klimaszewskiego, w którym opisuje uprzątanie zwłok z fabryki Kazimierza Franaszka.

Członkom Verbrennungskommando rozkazano, aby razem ze zwłokami palili znalezione przy nich dokumenty identyfikacyjne. Wszelkie wartościowe przedmioty mieli natomiast oddawać esesmanom. Za niewykonanie tego rozkazu groziła śmierć. Niemieccy nadzorcy komanda często korzystali z okazji, aby znalezione przez więźniów kosztowności zachować dla siebie.
Tadeusz Klimaszewski wspominał, że gdy w okolicy nie było niemieckich świadków, esesmani rozkazywali więźniom palić także ciała poległych Niemców – wraz z identyfikatorami i dokumentami.
Członkowie Verbrennungskommando mieli obowiązek meldować Niemcom o każdym przypadku natrafienia na ukrywających się Polaków. Złamanie tego rozkazu groziło śmiercią, aczkolwiek w relacjach ocalałych członków komanda brak jakichkolwiek wzmianek, aby się do niego zastosowali.
Palenie zwłok na Woli trwało przez wiele dni. Po pewnym czasie więźniów Verbrennungskommando skierowano do pracy w Śródmieściu Północnym, gdzie m.in. zbierali i palili zwłoki Polaków rozstrzelanych w Halach Mirowskich, w ruinach Opery Narodowej i w Ogrodzie Saskim. Na początku września komando znalazło się na Starym Mieście, gdzie paliło ciała zabitych i zamordowanych Polaków, w tym ofiar masakry dokonanej przez Niemców w powstańczych szpitalach. Verbrennungskommando operowało także na terenie Powiśla i Mariensztatu.
Niekiedy więźniom powierzano zadania innego rodzaju. Franciszek Zasada wspominał, że po upadku Starego Miasta (2 września) musiał wraz z kolegami nosić wodę polskim uchodźcom przetrzymywanym w obozie przejściowym w kościele św. Wojciecha na Woli. Klimaszewski wspominał z kolei, że członkowie jego grupy dwukrotnie zostali zmuszeni do rozebrania pod ostrzałem polskiej barykady.
Członkowie Verbrennungskommando nierzadko byli świadkami, jak nadzorujący ich esesmani mordowali przypadkowo napotkanych Polaków. Ofiarami byli zazwyczaj mieszkańcy Woli ukrywający się w opustoszałych budynkach lub osoby, które wyciągnięto z kolumn uchodźców pędzonych do obozu przejściowego w Pruszkowie. Mieczysław Miniewski zeznał, iż Neumann „szereg razy zupełnie bez powodu rozstrzelił kilkadziesiąt osób z ludności cywilnej, w tym także kobiety”. Dwukrotnie był także świadkiem, jak esesman nazwiskiem Müller rozkazał rozstrzelać grupy cywilów liczące po około dwadzieścia osób każda, wyselekcjonowane z kolumn wyprowadzanej z Warszawy ludności. Zwłoki takich ofiar były palone przez Verbrennungskommando.
Członkom komanda również groziła śmierć. Miniewski zeznał, że pewnego razu Neumann zastrzelił więźnia, gdy wyszło na jaw, że jest on narodowości żydowskiej. Z kolei Klimaszewski wspominał, że Thieschke rozkazał zastrzelić więźnia o przydomku „inżynier”, gdy ten załamał się nerwowo i odmówił dalszej pracy przy paleniu zwłok. Innym razem był świadkiem, jak niemiecki podoficer zamordował więźnia, który odniósł ciężką ranę, gdy użyto go jako „żywej tarczy” podczas ataku na powstańczą barykadę.

### Losy więźniów
Verbrennungskommando działało co najmniej do połowy września 1944 roku. Jego więźniowie byli przeznaczeni do fizycznej likwidacji po wykonaniu pracy. Tylko nielicznym udało się przeżyć wojnę. Franciszek Zasada i Mieczysław Gutkowski zdołali wydostać się z Warszawy do obozu przejściowego w Pruszkowie, gdyż zapłacili pewnemu Niemcowi łapówkę w złotych rublach, które znaleźli przy zwłokach. Mieczysław Miniewski zdołał natomiast zbiec z Warszawy dzięki pomocy życzliwie nastawionego niemieckiego podoficera. Tadeusz Klimaszewski wraz z dwoma towarzyszami pozostał 23 sierpnia na terenie zajmowanym przez powstańców, po tym, jak Niemcy rozkazali im przeszukać teren ratusza przy pl. Teatralnym.
Zeznania jednego z ocalałych członków Verbrennungskommando zostały spisane jeszcze przed zakończeniem wojny, a następnie zamieszczone w wydanej przez Instytut Zachodni publikacji Zbrodnia niemiecka w Warszawie 1944 r. (1946). Czterej inni członkowie komanda złożyli po wojnie zeznania przed Okręgową Komisją Badania Zbrodni Niemieckich w Warszawie, które zostały opublikowane w wydanym w 1962 roku zbiorze dokumentów Zbrodnie okupanta w czasie powstania warszawskiego w 1944 roku. Z kolei Tadeusz Klimaszewski spisał wspomnienia zatytułowane Verbrennungskommando Warschau, po raz pierwszy wydane drukiem w 1959 roku. Owe zeznania i relacje są bezcennym świadectwem zbrodni dokonanych przez Niemców na Woli i w innych dzielnicach Warszawy.

## Kommando z ulicy Litewskiej

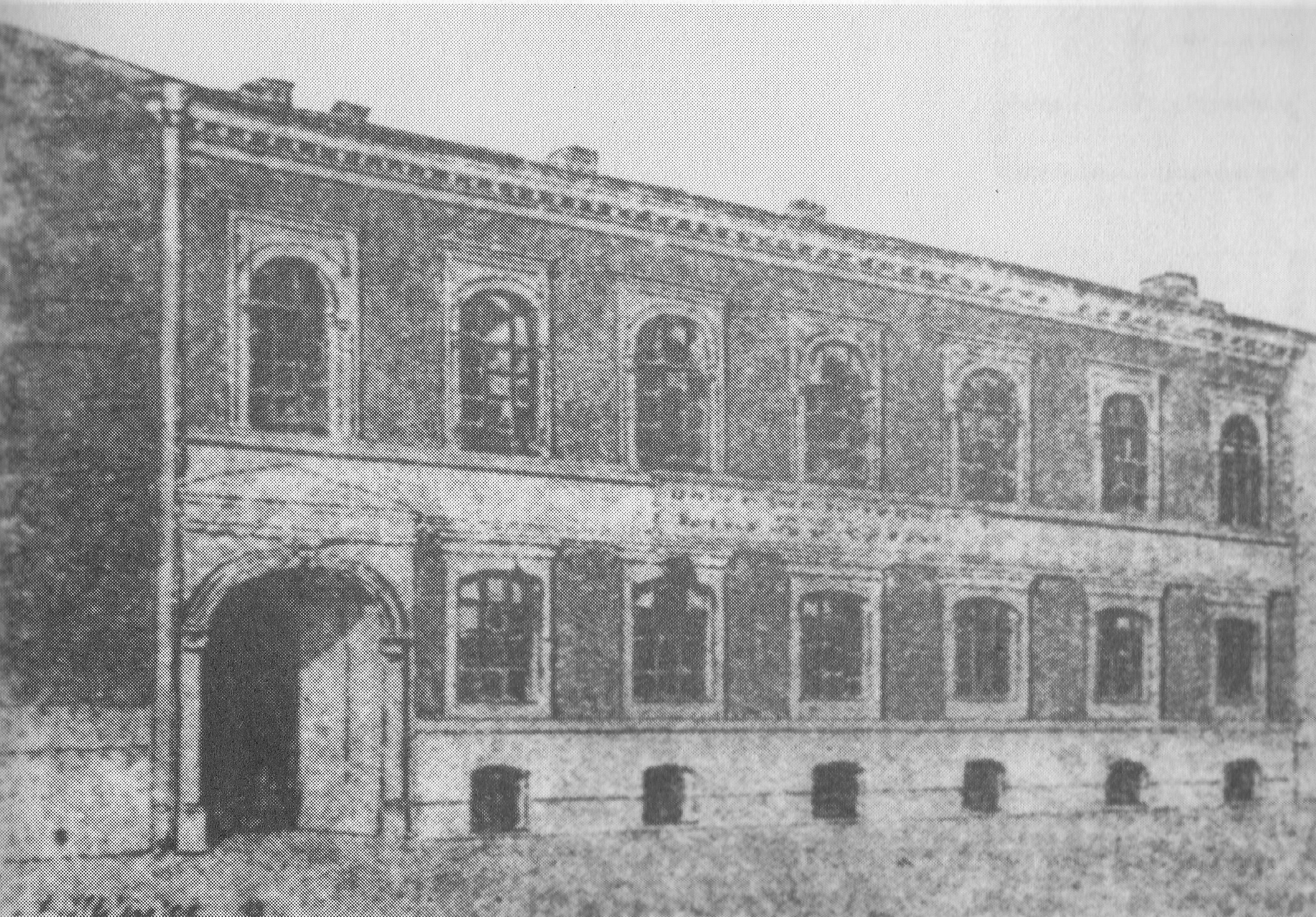
Dom Sierot po Robotnikach przy ulicy Litewskiej 14, siedziba wychowawczego obozu pracy

Podobną pracę jak członkowie Verbrennungskommando wykonywali więźniowie wychowawczego obozu pracy policji bezpieczeństwa, ulokowanego w budynku dawnego Domu Dziecka im. Baumanów przy ul. Litewskiej 14 w Śródmieściu Południowym. Niemcy zmusili ich do palenia zwłok ofiar masowych egzekucji przeprowadzanych na terenie Ogródka Jordanowskiego przy ul. Bagatela oraz w pobliskich ruinach Generalnego Inspektoratu Sił Zbrojnych.
Więźniowie początkowo palili zwłoki w Ogródku Jordanowskim, na stosach na wolnym powietrzu. Później urządzono prymitywne krematorium w kotłowni gmachu GISZ.
Więźniowie wyznaczeni do pracy przy zacieraniu śladów zbrodni byli izolowani od pozostałych Polaków więzionych w gmachu przy ul. Litewskiej. Co osiem dni niewielkie komanda zajmujące się paleniem zwłok były rozstrzeliwane celem likwidacji niewygodnych świadków. W rezultacie z ponad stuosobowej grupy więźniów, których wybuch powstania zastał na Litewskiej, do połowy września 1944 pozostało przy życiu zaledwie dwunastu. Ostatnią grupę więźniów Niemcy rozstrzelali pod koniec września. Prawdopodobnie wojnę zdołało przeżyć nie więcej niż kilku Polaków, którzy przebywali w obozie w momencie wybuchu powstania.